# Bogdan Pecotić
Bogdan Pecotić, hrvaški admiral, * 21. november 1912, Smokvica, † 14. maj 1998, Split.

## Življenjepis
Leta 1941 je vstopil v NOVJ in naslednje leto v KPJ. Med vojno je deloval kot poveljnik 2., 13. in 4. dalmatinske brigade, načelnik štaba 9. divizije, poveljnik 20. divizije,...
Po vojni je bil načelnik štaba JVM, poveljnik eskadre, poveljnik armadne oblasti itd. 1987-88 eno let predsednik Zveze združenj borcev NOV Jugoslavije.